# Fusillade de Sunrise
La fusillade de Sunrise est une fusillade survenue le 2 février 2021 entre un homme armé et plusieurs agents du Federal Bureau of Investigation (FBI) dans un complexe d'appartements à Sunrise, en Floride, aux États-Unis. Les agents purgeaient un mandat relatif à une affaire d'exploitation d'enfants. Deux agents du FBI ont été mortellement abattus et trois autres ont été blessés. Le tireur, qui faisait l'objet du mandat, a été retrouvé mort après s'être barricadé à l'intérieur de l'appartement. La fusillade a été l'une des plus meurtrières de l'histoire du FBI.

## Fusillade
À 6 h 4, des agents du FBI enquêtant sur une affaire d'exploitation d'enfants ont signifié un mandat d'arrêt fédéral au complexe d'appartements Water Terrace, situé dans une communauté fermée haut de gamme à Sunrise, à 18 km de Fort Lauderdale. Ils cherchaient un ordinateur et d'autres preuves pour l'affaire. Les agents étaient soutenus par des agents du département de police de Sunrise. Alors que les agents étaient sur le point d'exécuter le mandat, le sujet de leur mandat, qui les aurait vus passer à travers une caméra de sonnette, a commencé à tirer sur eux. Cinq agents ont été frappés, dont deux mortellement, provoquant une réponse massive des forces de l'ordre, y compris un membre de l'équipe d'urgence du service de police de Fort Lauderdale du SWAT. Le tireur s'est ensuite barricadé à l'intérieur de la maison pendant plusieurs heures et a ensuite été retrouvé mort, apparemment des suites d'une blessure par balle auto-infligée.
La fusillade a été l'incident le plus violent de l'histoire du FBI depuis la fusillade de 1986 (en) qui a fait deux morts et cinq blessés, et c'est la première fois qu'un agent est mortellement abattu dans l'exercice de ses fonctions depuis 2008.

## Victimes
Deux agents du FBI ont été tués dans la fusillade et trois autres ont été blessés. Les personnes tuées étaient l'agent spécial Daniel Alfin, 36 ans, et l'agent spécial Laura Schwartzenberger, 43 ans. Schwartzenberger était avec le FBI depuis 2005, et Alfin depuis 2009. Deux des agents blessés étaient dans un état stable dans un hôpital, tandis que le troisième ne l'était pas, il a nécessité une hospitalisation et a été traité sur les lieux.

## Auteur
Le tireur a été identifié comme le sujet du mandat fédéral. Une porte-parole de la police de Sunrise a déclaré que le département n'avait pas eu de relations antérieures avec lui, ni n'était au courant d'aucune préoccupation antérieure selon laquelle il était armé.

## Réactions
Le président Joe Biden a réagi à la fusillade, affirmant qu'il avait "mal au cœur" pour les agents décédés. Le directeur du FBI, Christopher A. Wray, a fait l'éloge des deux agents décédés dans une déclaration et a également déclaré que le FBI "sera à jamais reconnaissant pour leur bravoure." L'Association des agents du FBI a présenté ses condoléances aux blessés et a déclaré que la mort des deux agents était "dévastatrice pour toute la communauté du FBI et pour notre pays".